# Tratado de Simulambuco
O Tratado de Simulambuco foi um tratado que selou a criação de um protetorado, assinado pelo representante do governo português Guilherme Augusto de Brito Capello, então capitão tenente da Armada e comandante da corveta Rainha de Portugal, e pelos príncipes, chefes e oficiais do Reino de Angoio, em 1 de fevereiro de 1885
O tratado colocou Cabinda sob protectorado português. O tratado foi feito antes da Conferência de Berlim, que dividiu África pelas potências europeias.
No tratado, Portugal compromete-se a:
- Portugal obriga-se a fazer manter a integridade dos territórios colocados sob o seu protectorado.
- Portugal respeitará e fará respeitar os usos e costumes do país.

A "colonização" de Cabinda foi assim pacífica por via do Tratado entre Portugal e Cabinda.

## O Tratado
Art. 1º - Os príncipes e mais chefes e seus sucessores declaram, voluntariamente, reconhecer a soberania de Portugal, colocando sob o protectorado desta nação todos os territórios por eles governados.

Art. 2º - Portugal reconhece e confirmará todos os chefes que forem reconhecidos pelos povos segundo as suas leis e usos, prometendo-lhes auxílio e protecção.
Art. 3º - Portugal obriga-se a fazer manter a integridade dos territórios colocados sob o seu protectorado.
Art. 4º - Aos chefes do país e seus habitantes será conservado o senhorio directo das terras que lhes pertencem, podendo-as vender ou alienar de qualquer forma para estabelecimento de feitorias de negócio ou outras indústrias particulares, mediante pagamento dos costumes, marcando-se de uma maneira clara e precisa a área dos terrenos concedidos, para evitar complicações futuras, devendo ser ratificados os contratos pelos comandantes dos navios de guerra portugueses, ou pelas autoridades em que o governo de sua majestade delegar os seus poderes.
Art. 5º - A maior liberdade será concedida aos negociantes de todas as nações para se estabelecerem nestes territórios, ficando o governo português obrigado a proteger esses estabelecimentos, reservando-se o direito de proceder como julgar mais conveniente, quando se provar que se tenta destruir o domínio de Portugal nestas regiões.
Art. 6º - Os príncipes e mais chefes indígenas obrigam-se a não fazer tratados nem ceder terrenos aos representantes de nações estrangeiras, quando esta cedência seja com carácter oficial e não com o fim mencionado no artigo 4º.
Art. 7º - Igualmente se obrigam a proteger o comércio quer dos portugueses, quer dos estrangeiros e indígenas, não permitindo interrupção nas comunicações com o interior, e a fazer uso da sua autoridade para desembaraçar os caminhos, facilitando e protegendo as relações entre vendedores e compradores, as missões religiosas e científicas que se estabeleçam temporária ou permanentemente nos seus territórios; assim como o desenvolvimento da agricultura.
§ único. - Obrigam-se mais a não permitir o tráfico de escravatura nos limites dos seus domínios.
Art. 8º - Toda e qualquer questão entre europeus e indígenas será resolvida sempre com a assistência do comandante do navio de guerra português que nessa ocasião estiver em possível comunicação com a terra, ou de quem estiver munido de poderes devidamente legalizados.
Art. 9º - Portugal respeitará e fará respeitar os usos e costumes do país.
Art. 10º - Os príncipes e governadores cedem a Portugal a propriedade inteira e completa de porções de terreno, mediante o pagamento dos seus respectivos valores, a fim de neles o governo português mandar edificar os seus estabelecimentos militares, administrativos ou particulares.

Art. 11º - O presente tratado assinado pelos príncipes e chefes do país, bem como pelo capitão-tenente comandante da corveta «Rainha de Portugal», começa a ter execução desde o dia da sua assinatura, não podendo, contudo, considerar-se definitivo senão depois de ter sido aprovado pelo Governo de Sua Majestade.— 